# プルート (ディズニーキャラクター)
プルート (Pluto) は、短編もののディズニーアニメや漫画の中に登場する、ミッキーマウスのペットの犬。現地の声優は、ピント・コルヴィッグ（一時期代役はリー・ミラー）が担当した。ディズニーキャラクターは大きく人間タイプと動物タイプに分けることができるが、プルートは後者に属する。現在（1990年より）の声優は、ビル・ファーマーが担当している。日本語版においては、2017年から宇垣秀成が担当している。

## 歴史
公式設定では『ミッキーの陽気な囚人（1930年）』に警察犬としての登場がデビューとされている。2作目の『ミッキーのピクニック（1930年）』では、ローヴァーという名前で登場。1931年の短編『ミッキーの大鹿狩り』から、ミッキーのペットという設定となり、プルートという名前がつけられた。この名前は、プルートが生まれた1930年に発見された冥王星からきている。1941年の『プルートのなやみ』（Lend a Paw）はアカデミー賞短編アニメ賞を受賞している。
2006年、名前の由来となった冥王星は「惑星ではない」と国際天文学連合が決議し、ドワーフ・プラネットという分野に改めて組み入れられた。これに対し、カリフォルニア州ディズニーランドの7人の小人 (dwarf) たちは「プルートが8人目の dwarf として加わるのであれば歓迎する」との声明を発表した。

## 設定
プルートは吠えたり、号泣したり、クスクス笑ったりなど喜怒哀楽の激しい犬だが、セリフが一切無かったため、日本で初めて吹き替えされる際もコルヴィッグの声がそのまま使用された。また、彼は気の弱い犬でもあり、勇敢に立ち向かうというより追い掛け回される役目が多く一部のゲームでも悪役に捕まってミッキー達が助けるというパターンが主だがミッキーへの忠誠心は強く、喧嘩した時もショックを受けて泣いたり、ピンチの時は駆けつけるなど勇敢さも見せる他、『王子と少年』でも王子がミッキーと入れ替わった際、すぐに気づき、二人いた時もすぐ本物のミッキーを見抜いた。プルートは他のキャラクターのように擬人化されず、ほとんどの場合、他のキャラクターのペットとして出演する。ミッキーマウスのペットとして登場するのが最も多いが、他にもミニーマウスやドナルドダックやグーフィーのペットとして出演したこともある。
モノクロ時代の短編で、ミッキーが「喋って!」と言ったときに、一度だけ"Kiss me"と言葉をしゃべったことがある（ただ前述の『プルートのなやみ』（Lend a Paw）での、プルートの心の中に現れる天使プルート、悪魔プルートは常にしゃべっていた）。他にも『ミッキーマウスのワンダフルワールド』ではガールフレンドのフィフィに小声で「ノミ取りの薬」と話す場面がある。
漫画の中では、ミニーマウスの飼い犬であるペキニーズのフィフィ、ダックスフントのダイナ、セント・バーナードの子犬のロニーと一緒に出演している。また、ブルドッグのブッチ、子猫のフィガロ、チップとデール、ハチのスパイク、コヨーテのベントテール親子などが敵として共演している。カメのシェルビーとアシカのソルティーといった一部の動物からは単なる誤解から争いになることもあるが、結果的にプルートの窮地を救って和解するパターンがほとんどである。フィフィとの間には5匹の子供がいるが、1942年に登場したプルート・ジュニアはダイナとの子供。また、プルート・ジュニアはその短編のタイトルにもなっている。
1946年の作品『プルートのかわいい弟』ではK.B.という名前の弟が登場した。

## ディズニーパーク内での設定
東京ディズニーランド、東京ディズニーシーを含め、世界各地のディズニーパークやディズニー関連のエンターテイメントに登場するプルートは首輪に「PLUTO」と書かれたネームタグを着けており、名前の下には「If found, please return to MICKEY MOUSE（見つけたらミッキーマウスまで連絡を）」と書かれている。なお、イベント時などに別のネームタグを付けていることもある。

## 名前について
「パラマウント映画が版権を持っていた『ポパイ』の登場人物の1人、ブルート（Bluto）の名前を誤解を招くという理由で訴訟を起こし、ブルータス（Brutus）に変えさせている。」という話が都市伝説としてあるが、これは虚偽である。
漫画『ポパイ』の版権を所持しているキング・フィーチャーズ・シンジケートであるが1960年代にテレビアニメシリーズを製作しようとした際に、1930年代から1950年代にフライシャー・スタジオやフェイマス・スタジオが製作した劇場版『ポパイ』シリーズの版権を持つパラマウント映画が「ブルート」の版権も持っているものと勘違いしたため、「ブルータス」に変更した。実際には、キング・フィーチャーズ・シンジケートは1920年代の原作漫画版『ポパイ』の版権を持つため、「ブルート」の名前の使用には何ら問題は無かった。当然ながら上記のようにディズニーが起こしたという訴訟に関する資料は存在しない。